# Gée
Gée è un comune francese soppresso e frazione del dipartimento del Maine e Loira nella regione dei Paesi della Loira. Dal 1º gennaio 2016 si è fuso con il comune di Beaufort-en-Vallée per formare il nuovo comune di Beaufort-en-Anjou.

## Società

### Evoluzione demografica
Abitanti censiti